# 古新世—始新世极热事件

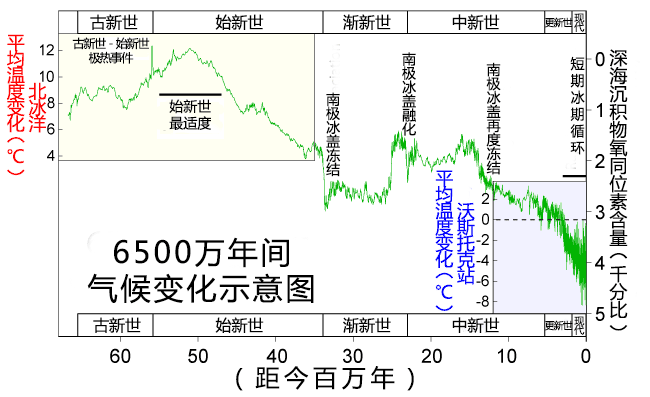
过去6500万年以来气候变化示意图，依据底栖有孔虫沉积物氧同位素含量变换制成。古新世－始新世极热事件的气候特征在于短暂而明显的负面偏移，这归咎于当时气候的快速变暖。需要注意的是，由于数据的平滑，图中的偏移程度被低估了。

古新世－始新世极热事件（英語：Paleocene–Eocene Thermal Maximum），或称为“第一次始新世极热事件”（英語：Eocene Thermal Maximum 1），过去也被称为“早始新世极热事件”和“晚古新世极热事件”，是指地质年代里一个时期内全球温度平均温度上升5℃到8℃的事件。该气候事件发生在古新世与始新世地质时期的边界。事件发生的确切时间和持续时长尚不确定，但估计发生在距今5,550万年前。
据估计，在相关时期里大量碳排放到大气中持续了2万年到5万年；而整个温暖期则持续了20万年。在这段时期里，全球平均温度上升了5℃到8℃。
古新世－始新世极热事件的肇始与北大西洋大型火成岩区域的火山作用和隆起有关，这导致了地球碳循环的极端变化和温度的显著升高。这一时期的特点是来自全球的碳稳定同位素比值（δ13碳）出现了显著的负偏差；更具体地说，海洋及陆地中碳酸盐和有机碳的“13碳 / 12碳”比率大大降低。而根据相匹配的δ13碳、δ11硼、δ18氧数据显示，在5万年的时间里，向大气释放了12,000,000兆吨的碳（相当于至少44,000,000兆吨的二氧化碳当量），平均每年释放240兆吨碳。
这一时期的岩石地层剖面也显示了其他寻多变化。许多微生物化石记录着主要的调整，例如：在海洋里，底栖有孔虫的大规模灭绝、双鞭毛虫在全球的扩张以及浮游有孔虫（Planktic Foraminifera）和钙质超微化石（Calcareous Nanofossils）的出现都发生在古新世－始新世极热事件的开始阶段；而在陆地上，欧洲和北美地区忽然出现哺乳动物（包括灵长目）。在这段时间内，许多露头和许多钻芯内的沉积物沉积都发生了显著变化。
最晚大约从1997年开始，地球科学领域就开始对古新世－始新世极热事件进行了研究；并以此进行模拟以了解全球变暖的效应，以及大量碳排放对海洋（包括海洋酸化）和大气的影响。今天，人类每年大约需要排放10,000兆吨的碳。按照这个速度发展下去，在未来1000年之后，人类的碳排放量将相当于古新世－始新世极热事件时期的碳排放量。但是一个主要的区别在于，古新世－始新世极热事件时期，由于整个地球没有冰，因而德雷克海峡并未打开而中美洲海道尚未关闭。尽管现在通常认为古新世－始新世极热事件是全球变暖和大量碳排放的“研究案例”，但该事件的产生原因、发展细节和总体意义仍然不确定。

## 环境背景
与今天相比，古近纪早期的海洋与大陆的构造有一定的差异。巴拿马地峡尚未连接南美洲与北美洲，这使得太平洋与大西洋之间可以进行直接的低纬度环流。而现在用来隔开南美洲与南极洲的德雷克海峡则在当时还未打开，这也许阻止了南极洲的热隔离。北极地区也许受到更多限制。尽管对始新世过去大气中二氧化碳含量的绝对指标并不一致，但是现有的所有指标都显示当时的二氧化碳含量高于现在。因此，当时地球上并无任何明显的冰盖。
从古新世晚期到始新世早期，地球表面温度上升了大约6℃，最终达到了“始新世早期气候最适宜期”（EECO）。在这个长期的、逐渐变暖的过程中，至少有两个（可能还有更多个）“超高温现象”。这些事件可以定义为地质历史上的短暂事件（持续时间短于20万年），其特征为急速的地球变暖、重大的环境突变和大量的碳排放增加。而在这些事件中，“古新世－始新世极热事件”是最极端的，同时（至少在新生代内）也许还是第一次发生。另一个高温事件明显发生在距今大约5,370万年前，现在也被称为“第二次始新世极热事件”（也被称为“H-1事件”）。此外，距今大约5,360万年（H-2事件）、5,330（I-1事件）、5,320万年（I-2事件）和5,280万年（K事件、X事件或第三次始新世极热事件）也都发生过明显的高温事件。始新世超高温事件的数量、命名、绝对年龄和相关全球影响等都是现在研究的重要对象。它们是否发生在长期变暖期间，以及它们是否与地质记录中更早时期明显相似的事件（例如侏罗纪的“托阿尔阶灭绝事件”）有因果关系，这都是悬而未决的问题。
深水酸化以及后来从北大西洋的扩散可以很好地解释碳酸盐溶解的空间变化。模型模拟显示事件发生时酸性水在北大西洋深处的蓄积。

## 相关证据

### 全球暖化

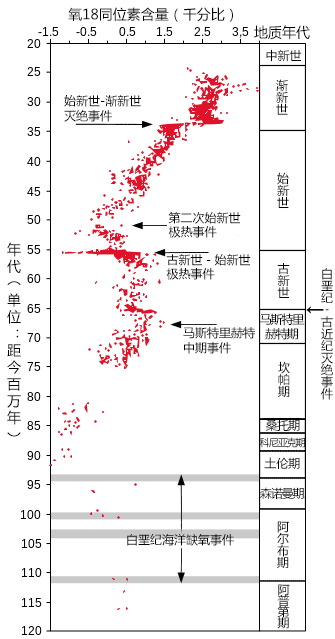
中生代和新生代深海温度和冰量的叠加记录。

在古新世－始新世极热事件开始时，全球温度在大约20,000年内增加了大约6 °C（43 °F）。此次变暖叠加在古近纪早期“长期”气温变暖上，有多个证据证明了这一点。有孔虫外壳的δ18O含量发生了大于1‰的负偏移，无论是在海表水还是海底水皆如此。由于古近纪早期大陆冰层稀少，δ18O的变化很可能意味着海洋温度升高。通过对化石组合的分析，有孔虫的镁钙比值及某些有机化合物（例如：TEX86）的数据变化也支持了温度上升这一现象。
在古新世－始新世极热事件时期，全球气温上升的精确界限以及该界限是否会随纬度变化而变化等问题，迄今为止依旧悬而未决。海洋表层水的氧同位素及碳酸盐壳沉淀中的镁钙比都是测量并重建过去气温的关键数据；但是这两个用于测量古气温的关键数值在低纬度地区会受到影响，因为在海底重新结晶的碳酸盐会使其值低于形成时的值。另一方面，由于季节因素，这些和其他温度测量替代物（例如：TEX86）在高纬度地区会有所变化。也就是说，当发生碳酸盐和有机碳生成时，“温度记录器”偏向夏季，因此偏高。

## 延伸阅读
- Phil Jardine. . Palaeontology Online. 2011, 1 (5)  [2020-03-11]. （原始内容存档于2021-02-24）.